# Georges Holvoet
Le baron Georges Holvoet (né le 16 août 1874 à Anvers - mort le 23 août 1967 à Ixelles) est un juriste, diplomate et une personnalité politique belge.

## Biographie
Georges Holvoet, né le 16 août 1874 à Anvers, est le fils de Paul Holvoet, conseiller à la Cour d'appel de Bruxelles, et de Géorgine van der Dussen de Kestergat. Le 6 mai 1903, il épouse Gabrielle Cogels à Anvers.
En 1896, il obtient le diplôme de docteur en droit avec la plus grande distinction.
Il devient substitut du procureur du Roi en 1899, procureur du Roi à Bruxelles en 1911 puis avocat général à la Cour de cassation en 1922. Gouverneur de la Province d'Anvers en 1923, il est Président du Comité exécutif de l'Exposition internationale d'Anvers et Président de l'Institut de médecine tropicale d'Anvers.
Durant l'entre-deux-guerres et à la veille de la Seconde Guerre Mondiale, il se voit confier, dû à sa parfaite connaissance de la langue et de la culture allemande ainsi que des contacts personnels noués durant ses études universitaires à Bonn et Heidelberg, différentes missions diplomatiques menées au plus haut niveau. Envoyé extraordinaire du roi Albert Ier en mission spéciale puis Ambassadeur extraordinaire du roi Léopold III en mission spéciale. Dans ce cadre diplomatique, il rencontre personnellement entre autres Adolf Hitler et Benito Mussolini. 
Pendant la Seconde Guerre mondiale, Il est nommé commissaire royal, Haut-Commissaire belge pour le Tarn et Garonne (chargé d'administrer les réfugiés belges en France durant l'exode à la suite de l'invasion allemande de mai 1940). Au cours de l'occupation de la Belgique par les Allemands, il milite dans la Résistance où il est connu sous le pseudonyme de « Lamoral ». Il est également président du Collège des Hauts Commissaires du Gouvernement belge. 
Après la libération de la Belgique en septembre 1944, il est nommé chef de cabinet du prince Régent, Charles de Belgique, poste qu'il occupe jusqu'en 1950.
Il cumule différentes charges : Membre du conseil de la Donation Royale, Président de la Fondation Universitaire, Président du Fonds national de la recherche scientifique, Président de la Fondation Francqui, Président de la Fondation nationale du cancer, administrateur de la Fondation médicale Reine Elisabeth, de la Fondation Marie-José, de la Fondation Père Damien et de la Belgian American Educational Foundation inc. et membre correspondant de l'Académie royale des sciences, des lettres et des beaux-arts de Belgique.

## Décorations
Le baron Holvoet est : 

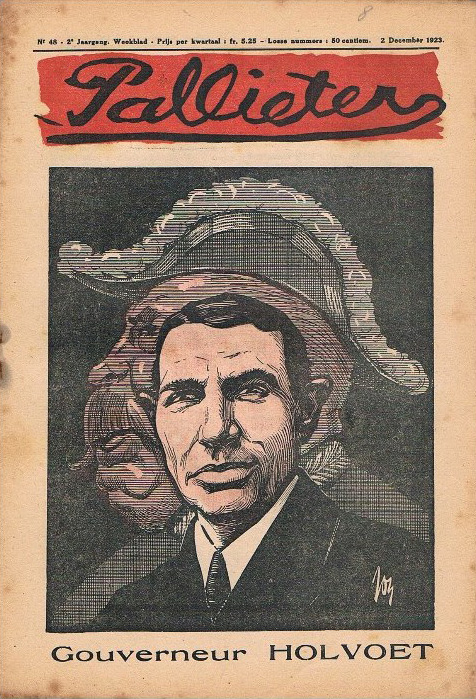
Georges Holvoet
(Jos De Swerts, 1923)

- Grand-croix de l'ordre de la Couronne (Belgique) ;
- Grand officier de l'ordre de Léopold, avec lisérés d'or (Belgique) ;
- Croix civique de 1re classe (Belgique) ;
- Décoration spéciale de Mutualité et Prévoyance de 1re classe et de la Médaille commémorative du Centenaire ;

- Grand Cordon de la Couronne d'Italie, de l'ordre d'Orange-Nassau et de l'Étoile d'Éthiopie ;
- Grand Croix de l'ordre Al Merito du Chili ;
- Grand officier de la Légion d'honneur (France) ;
- Grand officier de l'Étoile de Roumanie, de l'Ordre d'Ismail d'Égypte, de Polonia Restituta, de St Olaf de Norvège, des Trois Étoiles de Lettonie, de la Couronne du chêne du Luxembourg, de l'ordre du Christ du Portugal et du Sauveur de Grèce ;
- Commandeur de 1re classe de l'Étoile Polaire de Suède et de l'Ordre du Soleil Levant du Japon ;
- Medal of Freedom with bronze Palm des États-Unis ;
- Kings Medal britannique for courage in the cause of freedom, avec citation.